# Akemi Noda
Akemi Noda (野田 朱美; nascida em 13 de outubro de 1969, em Komae) é uma treinadora e ex-futebolista japonesa que atuava como meia.

## Carreira
Noda participou para o Japão nos Jogos Olímpicos de Verão de 1996. ela marcou um gol nesta edição

## Treinadora
Ela é treinadora do NTV Beleza.